# Lactarius hysginoides
Lactarius hysginoides é um fungo que pertence ao gênero de cogumelos Lactarius na ordem Russulales. Encontrado na Europa, foi descrito cientificamente por Korhonen e T. Ulvinen em 1985.